# Laguna Vista, Texas
Laguna Vista là một thị trấn thuộc quận Cameron, tiểu bang Texas, Hoa Kỳ. Năm 2010, dân số của thị trấn này là 3117 người.

## Dân số
- Dân số năm 2000: 1658 người.
- Dân số năm 2010: 3117 người.